# Apicia basifusata
Apicia basifusata là một loài bướm đêm trong họ Geometridae.